# Durango (strip)
Durango is een westernstrip geschreven en oorspronkelijk ook getekend door de Belg Yves Swolfs. Vanaf het veertiende album tekent Thierry Girod mee aan deze stripreeks. Sinds het zeventiende album wordt het tekenwerk verzorgd door Iko (Giuseppe Ricciardi). 

## Inhoud
Hoofdpersoon in deze western is Durango, een eenzame revolverheld die door het Noord-Amerika en Mexico van het einde van de negentiende eeuw trekt. Hij is bliksemsnel met zijn pistool maar doodt enkel uit zelfverdediging. In deel een raakt Durango gehandicapt aan zijn rechterhand. Hij leert schieten met zijn linkerhand en koopt een Mauser C96, het eerste automatische wapen, dat hem enkele voordelen biedt om zijn handicap te overwinnen.

## Trivia
Door de reeks heen zijn er tal van verwijzingen naar de Spaghettiwestern en andere westernstrips. Zo laat Swolfs vaak acteurs (oa. Lee Van Cleef en Clint Eastwood, het personage Durango zou in grote mate geïnspireerd zijn geweest door diens Man zonder naam) uit het genre of andere stripfiguren (o.a. Lucky Luke) een "cameo" maken in zijn reeks. Het eerste deel "Sterven als een Hond in de Sneeuw" is een bewerking van "Il Grande Silenzio", met Klaus Kinski. 
Eerder had Swolfs reeds een erotische western getekend: "Viol à Grey Rock" (enkel verschenen in het Frans), dat als een "nummer 0" van Durango kan worden beschouwd. Dit album blijkt een ruwe opzet van wat uiteindelijk het eerste album van Durango zou worden. Ook in deze voorloper verwees de auteur al naar een bestaande film, namelijk de film Django met Franco Nero.

## Albums
| Nummer | Titel                             | Verschenen | Uitgeverij  |
| ------ | --------------------------------- | ---------- | ----------- |
| 1      | Sterven als een hond in de sneeuw | 1981       | Dargaud     |
| 2      | Het geweld van de woede           | 1982)      | Dargaud     |
| 3      | Valstrik voor 'n killer           | 1983       | Dargaud     |
| 4      | Amos                              | 1984       | Dargaud     |
| 5      | Woeste sierra                     | 1985       | Dargaud     |
| 6      | Het noodlot van een desperado     | 1986       | Dargaud     |
| 7      | Loneville                         | 1987       | Dargaud     |
| 8      | Een reden om te sterven           | 1988       | Dargaud     |
| 9      | Het goud van Duncan               | 1990       | Big Balloon |
| 10     | De prooi van de jakhals           | 1991       | Big Balloon |
| 11     | Colorado                          | 1992       | Big Balloon |
| 12     | De erfgename                      | 1994       | Big Balloon |
| 13     | Zonder genade                     | 1998       | Arboris     |
| 14     | Vuur uit de hel                   | 2006       | Arboris     |
| 15     | Cobra                             | 2008       | Arboris     |
| 16     | Een Gier in de Schemer            | 2013       | Arboris     |
| 17     | Jessie                            | 2016       | Arboris     |
| 18     | Gegijzeld                         | 2021       | Arboris     |

## Durango - De jonge jaren
In 2022 verscheen het eerste deel van de spin-off reeks Durango - De jonge jaren met de titel De eerste die je zult doden. Dit album werd geschreven door Yves Swolfs en mede getekend door Roman Surzhenko. Inmiddels zijn de volgende verhalen verschenen:
| Nummer | Titel                       | Verschenen | Uitgeverij |
| ------ | --------------------------- | ---------- | ---------- |
| 1      | De eerste die je zult doden | 2022       | Arboris    |
| 2      | Vuur en bloed               | 2024       | Arboris    |
| 3      | Kapitein Owens              | 2024       | Arboris    |